# Dedovsk
Dedovsk (en russe : Дедовск) est une ville de l'oblast de Moscou, en Russie, dans le raïon d'Istra. Sa population s'élevait à 29 534 habitants en 2014

## Géographie
Dedovsk est située à 34 km au nord-ouest du centre de Moscou et à 30 km au sud-est d'Istra.

## Histoire
La première mention de Dedovsk remonte à 1573 : c'est alors le village de Dedovo (Де́дово), qui se développe au XVIIIe siècle. En 1913, une usine textile est construite à proximité, donnant naissance à Dedovski (Де́довский), qui absorbe le village de Dedovo. En 1925, Dedovski accède au statut de commune urbaine puis en 1940 à celui de ville sous le nom de Dedovsk.

## Population
Recensements (*) ou estimations de la population
| 1926* | 1939*  | 1959*  | 1970*  | 1979*  |
| ----- | ------ | ------ | ------ | ------ |
| 2 500 | 13 529 | 19 549 | 25 251 | 29 641 |

| 1989*  | 2002*  | 2010*  | 2013   | 2014   |
| ------ | ------ | ------ | ------ | ------ |
| 30 740 | 27 662 | 29 108 | 29 426 | 29 534 |